# Большой Адегойский водопад
Большой Адегойский водопад — водопад на безымянном ручье в урочище Ивановская Щель. Назван по реке Адегой, протекающей неподалёку. Высота 11 метров, с каскадом из нескольких водопадов выше и ниже Большого Адегойского — 40 метров.

## Расположение
Водопад расположен в двух километрах от грунтовой дороги Шапсугская — Афонка, проходящей вдоль реки Адегой. На одном из участков дороги можно встретить могилу погибших лётчиков, а по другую сторону дороги — беседку. От памятника поднимается дорога на гору Свинцовая. Вскоре дорога поворачивает направо, а влево уходит натоптанная тропа, ведущая к водопаду. Также можно подняться по руслу ручья, на который можно натолкнуться, если пройти 300 метров в сторону Афонки.